# Казнь коршуна

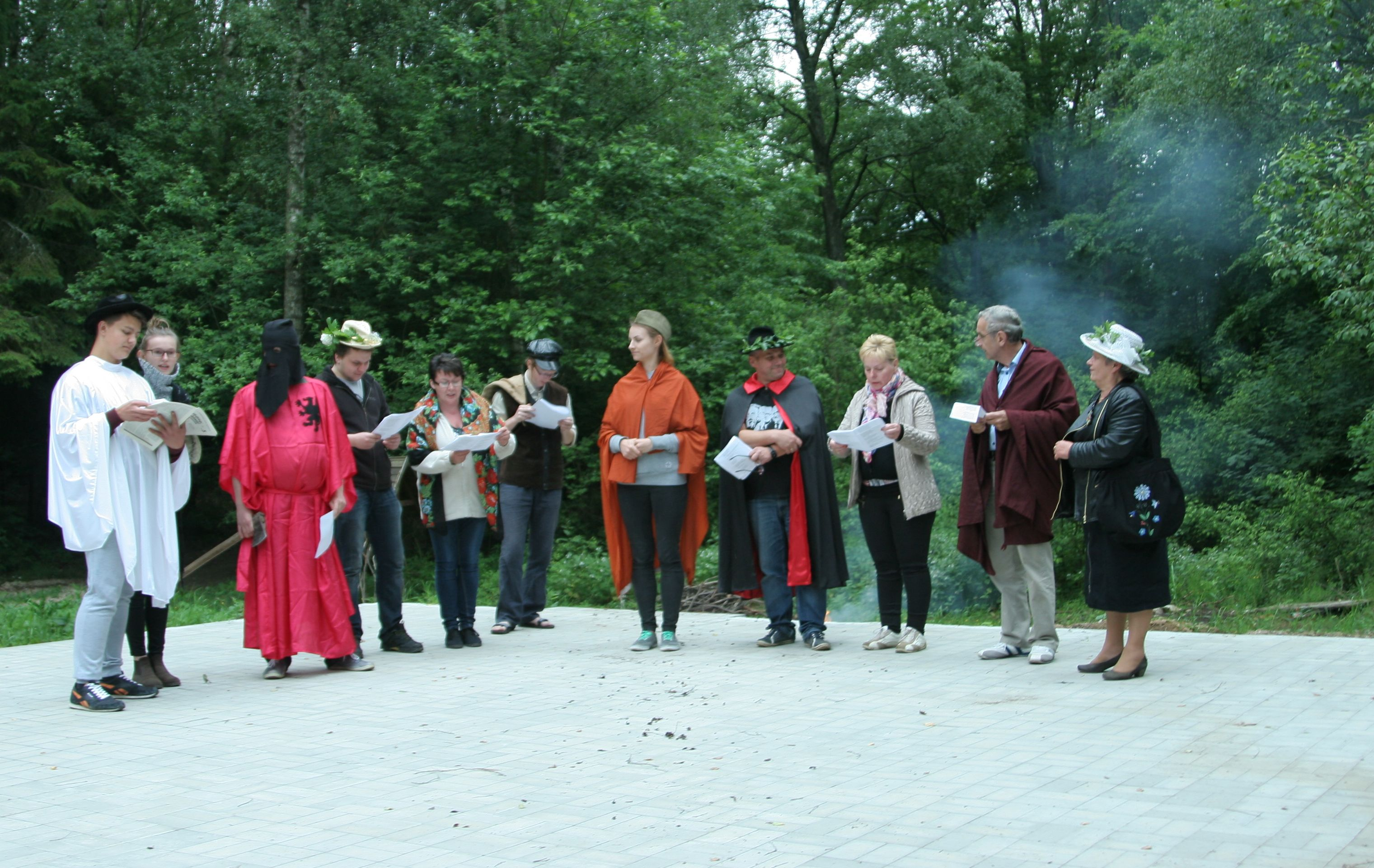
Участники обряда казни коршуна. Современная реконструкция, Лончиньска-Хута, июнь 2015 года

Казнь коршуна или обезглавливание коршуна (кашуб. Scynanié kanie, пол. ścinanie kani) — народный обычай кашубов (этническая группа поляков в польском Поморье), проходящий в Иванов день и заключающийся в ритуальном обезглавливании красного коршуна, который у кашубов является символом зла и всяческих бед, и последующих его похорон. С середины XIX века является частью не только празднования летнего солнцестояния, но и Зелёных святок (в это время отмечались также День Святой Троицы и Праздник Тела и Крови Христовых). Когда в деревне собирались все жители, староста деревни и деревенский совет, предварительно поймав коршуна, зачитывали ему обвинения во всех дурных деяниях и выносили ему приговор в виде обезглавливания, отрубая затем голову. Если поймать живого коршуна не удавалось, то вместо этого отрубали голову курице или вороне.
Обряд во многом схож с украинским обрядом изгнания и похорон «чёрной птицы» или «шуляка» (ворон или коршун), совершаемым на Петров пост; распространённым в украинском Подолье обрядом изгнания коршуна и его похорон, а также нижнелужицким ритуальным убиением сороки, которое проходит на второй день Троицы или в следующее воскресенье.

## Обычай
Этот обычай рассматривался, прежде всего, в качестве предупреждения жителям деревни, поскольку приговор, зачитываемый коршуну сельским старостой, имел непосредственное отношение к событиям, происходившим в то же время в деревне, и мог быть вынесен любому жителю деревни за аналогичные совершённые преступления. Выбор коршуна в качестве обезглавливаемой птицы, по одной версии, обосновывался тем, что она является хищной и охотится на домашних птиц. По другой версии, её возглас «пи, пи» перекликался с призывом «пить, пить» (пол. pij, pij), а птицу из-за этого считали предвестником засухи и стремились убить, чтобы предотвратить засуху. В наши дни казнь является общественным событием, и отрубают голову не живому коршуну, а чучелу или красному цветку.

### Наименование и происхождение

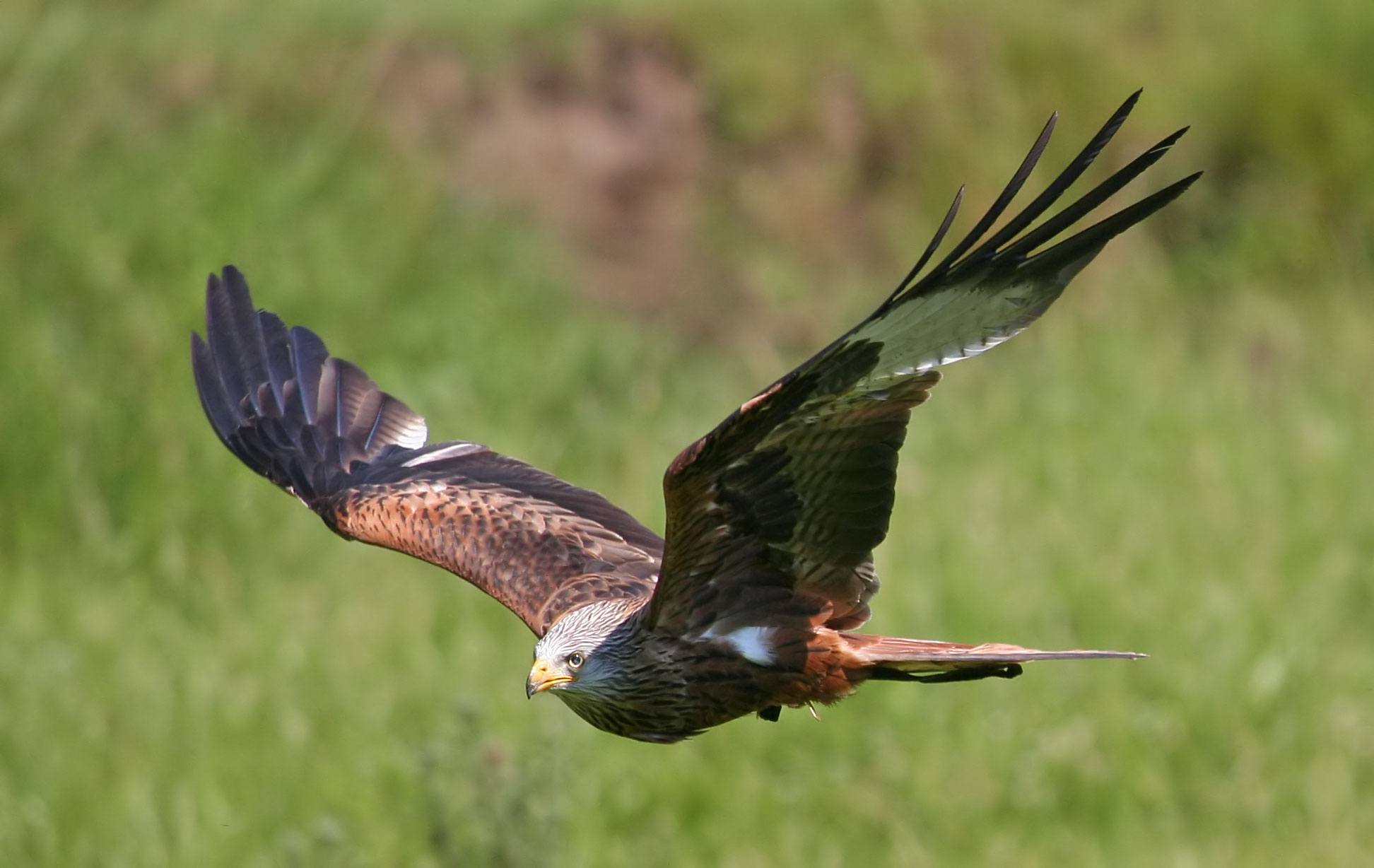
Красный коршун, давший название обычаю

Красный коршун (лат. Milvus milvus) — хищная птица из семейства ястребовых, которая особенно распространена в Померании (Польском Поморье). Питается мелкими грызунами, лягушками, птенцами, больными птицами и падалью, его клич звучит как «хи-е». У кашубов коршун олицетворяет зло, является врагом людей и их имущества, а также ассоциируется с ленью. В случае, если поймать коршуна для проведения обычая не удавалось, то брали курицу или серую ворону. Ныне в польских деревнях (в том числе в Лончиньской-Хуте) вместо коршуна используют цветок на вершине кола (в рыбацко-земледельческих селах, таких, как Тупадлы) или украшенное перьями чучело.
Впервые данный обряд был упомянут в 1851 году Флорианом Ценовой: он описал казнь коршуна так, как это происходило в его родной деревне. Также его описал Ян Паток (пол. Jan Patock) в книге 1932 года «День святого Иоанна в Кашубии» (пол. Dzień św. Jana na Kaszubach). В наши дни обычай проходит летом, в июне: местные деятели, актёры и добровольцы проводят его во множестве кашубских деревень (Лончиньска-Хута, Вдзидзе-Кишевске, Шимбарк и Стжельно).
Существуют несколько легенд о том, как появился этот обычай.
- Доктор Бернард Сыхта (пол. Bernard Sychta) в «Сборнике кашубских сказок, рассказов и басен» (пол. Zbiór podań, opowieści i baśni kaszubskich) писал о том, что Кашубия страдала от серьёзных засух, в ходе которых высыхали даже реки и озёра. По кашубским легендам, Господь сжалился над страдавшими от жажды птицами и велел им рыть пруды, чтобы оттуда можно было пить воду, однако коршун отказался делать это, чтобы не запачкаться. За это Господь наказал птицу, и коршуны с тех пор стали пить только дождевую воду[18].
- Легенды, схожие с той, которую представил Сыхта, распространены у поляков в других землях Польши, а также у русских, украинцев и белорусов[19]. Вместе с тем в белорусской легенде похожее наказание выпало сороке, которая как раз оклеветала коршуна, якобы не участвовавшего в копании пруда: после раскрытия обмана сорока из белой в наказание стала пятнистой[20].
- На севере Кашубии коршун ассоциировался с женщиной: по одной из местных легенд, Иисус Христос и Апостол Пётр во время своих странствий встретили женщину, у которой попросили воды. Та отказала, за что была в наказание обращена в коршуна[21].
- У жителей окрестностей Косьцежины была легенда о том, что в коршуна был обращён могучий колдун, обладавший большими познаниями и огромными сокровищами: по его вине в Кашубии прекратились дожди, а после его обращения в коршуна ему было дозволено пить воду только из трещин в камнях. Крик коршуна «пи, пи» местные жители истолковывали как просьбу «пить, пить», поскольку летом коршун страдал от жажды[22].
- В некоторых польских легендах коршуна обвиняют в том, что он не то замутил воду в колодце Богородице, не то мутил воду в ручье, когда она стирала в нём рубашки младенцу Христу, поэтому коршуну в наказание запретили пить земную воду[23].

### Участники
Участники обычая либо определяются жребием, либо набираются из числа добровольцев (в день обычая или до него). Участвуют следующие лица:
- Солтыс (пол. Sołtys, сельский староста) и его жена[22]. Как правило, они приветствуют гостей и прощаются с ними: солтыс зачитывает приговор коршуну. Солтыс носит шляпу, украшенную цветами и ленточками, поэтому благодаря своему наряду является вместе с палачом одним из главных героев обычая.
- Палач (пол. Kat) и его жена[22]. Палач иногда сам зачитывает приговор коршуну, но, прежде всего, отрубает ему голову. Палач носит красные (иногда белые и чёрные одежды), вооружён саблей.
- Судья (пол. Sędzia) и его жена[22]. Судья появился в обряде в начале XX века. Во время обычая он требовал зачитать то, что известно о поведении жён каждого из участников обряда. Судья носил белые одежды (в том числе иногда и плащ) и цепь из позолоченной бумаги.
- Лесничий (пол. Leśny) и его жена[26]. Лесничий ловил коршуна и помогал его насадить на кол, вбитый в яму. Иногда лесничий был помощником палача.
- Охотник (пол. Łowczy) и его жена[22]. Помогает лесничему.
- Живодёр (пол. Rakarz) и его жена[26]. Живодёр уносил тушку обезглавленного коршуна. Иногда его заменяли носильщик (пол. Tragarz) и могильщик (пол. Kopacz).
- Еврей (пол. Żyd)[26]. Появлялся в конце обряда в традиционных еврейских одеждах, нёс на спине мешок с котами. Символизировал веселье и облегчение после исполнения приговора.

### Ход обряда

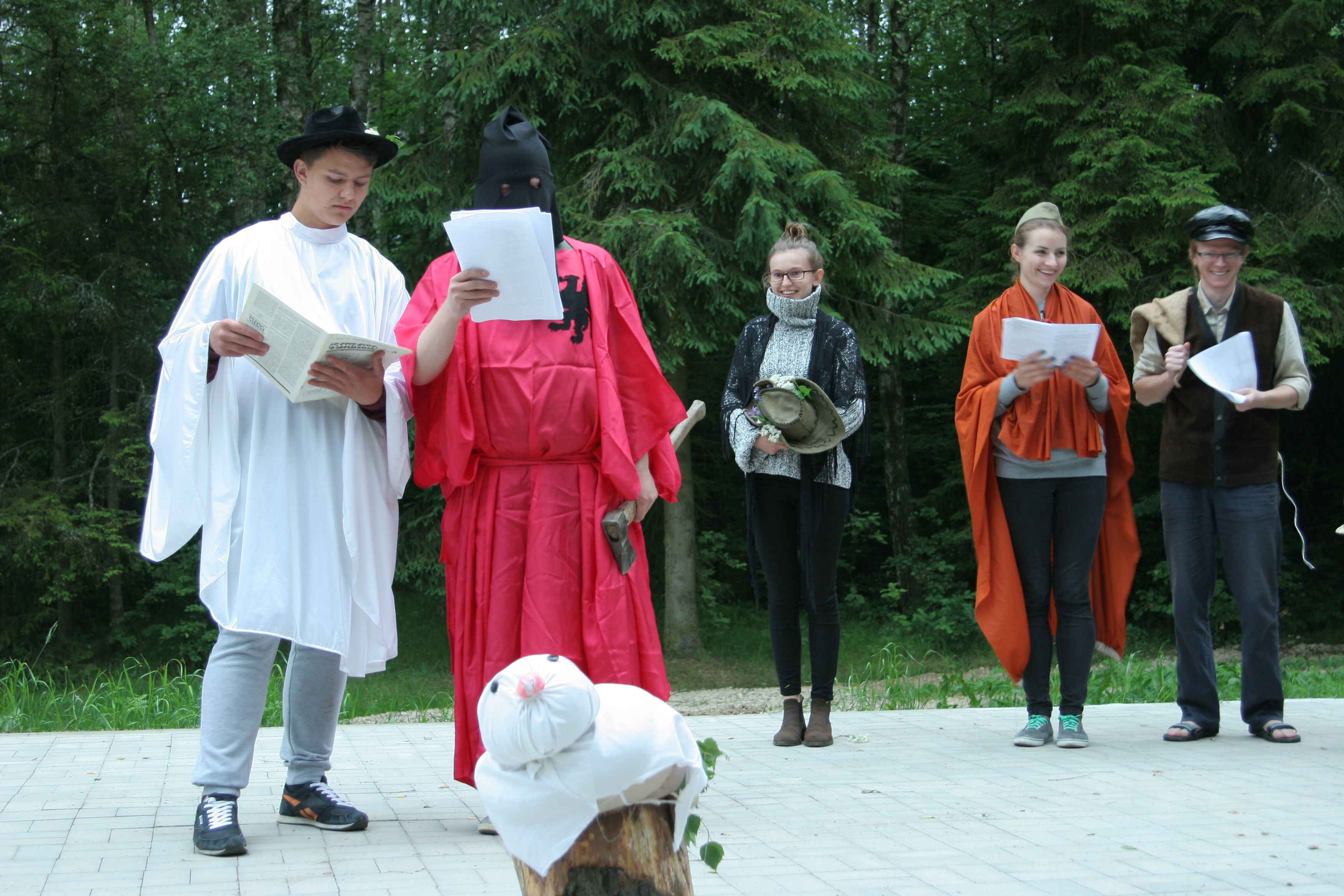
Коршуну зачитывают приговор

Эта традиция соблюдалась вплоть до начала XIX века и была возрождена только после публикаций Ценовы в середине века в журнале «Nadwiślanin»: к этому приложили руку сторонники кашубских национальных организаций, а также сотрудники этнографических музеев и выставок. Современная традиция основана на публикации Эдмунда Каминьского (пол. Edmund Kamiński), найденной в книге Яна Ромпского (пол. Jan Rompski) «Обезглавливание коршуна. Кашубский народный обычай» (пол. Ścinanie kani. Kaszubski zwyczaj ludowy). Некоторые из песен, звучавших во время обряда, представлены в сборнике «Ścinanie kani» Болеслава Фаца; также обряд описан в постановке Шчепана Тарновского «Казнь коршуна. Старинный кашубский обычай» (пол. Ścinanie kani. Starożytne widowisko kaszubskie).

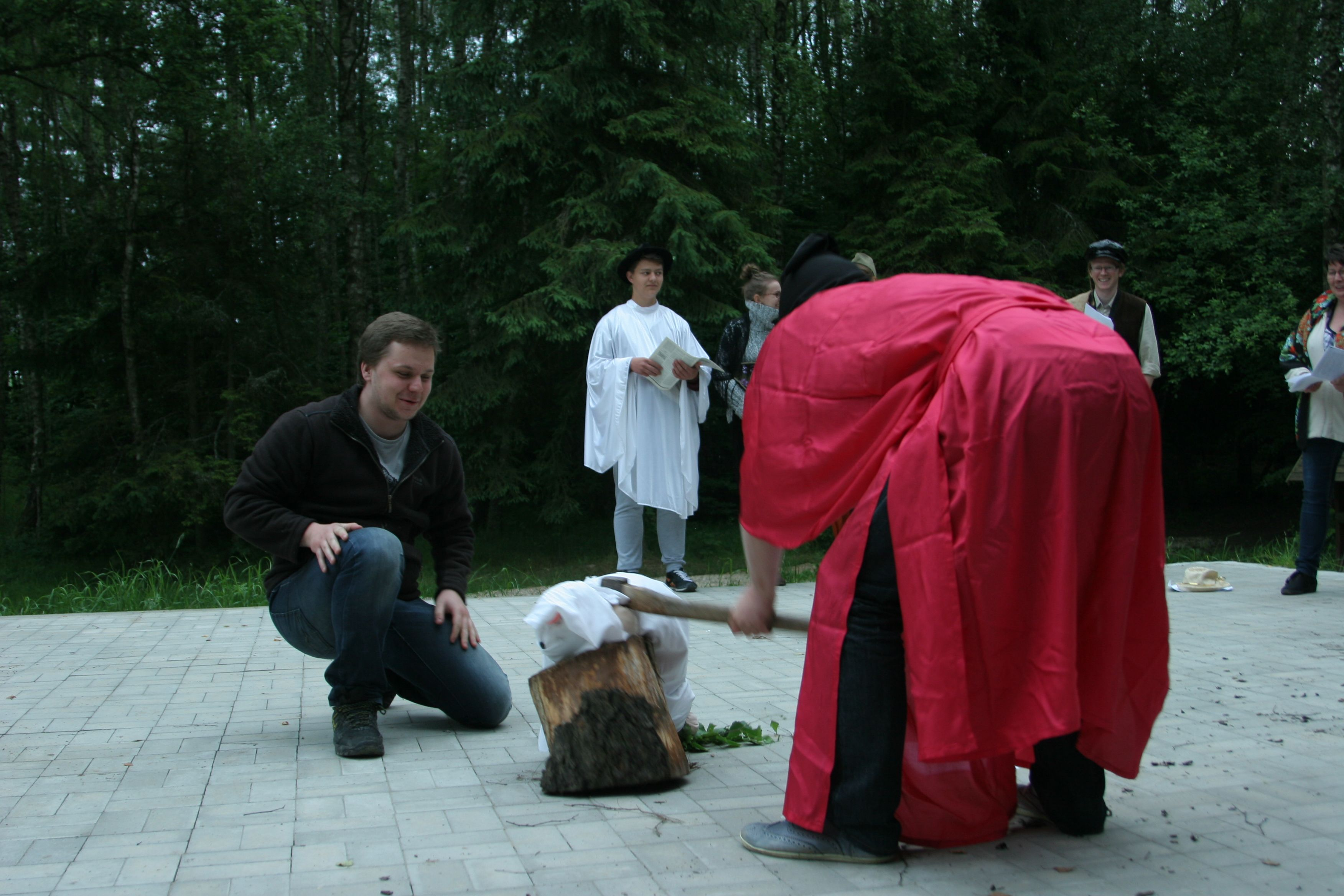
Палач должен обезглавить коршуна тремя ударами

Обычай проходит на лужайке, желательно поближе к воде. Местные женщины несут мужские шляпки с разноцветными лентами, и каждая женщина старается украсить шляпу как можно ярче: эти шляпы наденут «мужья» во время проведения обычая. В центре ставится кол, к которому привяжут (или на который насадят) коршуна, либо же деревянная плаха, на которой будут отрубать голову. Слуги солтыса бродят вокруг шеста и отгоняют собравшуюся толпу односельчан (палач может это делать саблей, также может участвовать сам солтыс). Позже выбираются «жёны» участников действия с помощью жребия: из ящика вытягиваются листки с надписью того, кто какую роль играть будет. Как только солтыс подтверждает, что мужья выбраны, все начинают петь.
В торжественный момент солтыс или его слуги обращается к зрителям с перечислением всех преступлений и бед, в которых виновен коршун, а иногда зрители сами выкрикивают все обвинения в адрес коршуна. В конце концов солтыс признаёт коршуна виновным во всех возможных бедах и приговаривает его к смерти, чему аплодируют местные. После договорённости о казни выходит палач, который обязуется обезглавить птицу тремя ударами: если он этого не сделает, его поднимут на смех. Палач обращался к зрителям, призывая беречь детей и напоминая, что карает не он сам, а лишь закон. Палач заворачивает тушку обезглавленной птицы и голову в белую ткань и несёт к могиле, где её хоронит могильщик (кол выбрасывают). После казни староста благодарит всех присутствующих, а затем все участники разжигают костёр и празднуют грядущий Иванов день.
Если вместо коршуна использовалась ворона, то её помещали в развилке столба с красной ленточкой на шее: роль обвинителя играл ксендз, а палач срубал вороне голову, которую потом заворачивали в белый платок и всей процессией шли хоронить с приветственной песней святому Яну. В некоторых сёлах Гданьского побережья парни могли специально разорять вороньи гнёзда и убивать молодых ворон, а одной из ворон даже торжественно отрубали голову.